# Beronono (Menabe)
Beronono is een plaats en gemeente in Madagaskar gelegen in het district Mahabo van de regio Menabe. Er woonden bij de volkstelling in 2001 ongeveer 5000 mensen.
In de plaats is basisonderwijs onderwijs beschikbaar. 89,5% van de bevolking is landbouwer en 10% houdt zich bezig met veeteelt. Het belangrijkste gewas is rijst, maar er wordt ook bananen, suikerriet en cassave verbouwd. 0,5% van de bevolking is werkzaam in de dienstensector.